# Völkermord an den syrischen Christen
Der Völkermord an den syrischen Christen von 1915 bis 1917 geschah während des Ersten Weltkrieges unter der Herrschaft der 1908 an die Macht gekommenen Jungtürken im damaligen Osmanischen Reich und der iranischen Grenzregion, zeitgleich mit dem Völkermord an den Armeniern und den Verfolgungen der Griechen. Der Völkermord wird auf Aramäisch Sayfo oder Seyfo („Schwert“, Syrisch-Aramäisch: ܣܝܦܐ) genannt.

Orte des Völkermordes: betroffene Städte rot; Städte, die Flüchtlinge aufnahmen, grün

## Betroffene Volksgruppe
Betroffen von den Massakern waren die syrischen Christen Nordmesopotamiens. „Syrisch“ bezieht sich nicht auf die heutige Republik Syrien, sondern auf die syrisch-aramäische Tradition des Christentums. Konkret wurden die Anhänger der folgenden orientalisch-orthodoxen Kirchen Opfer der Verfolgung:
Westsyrische Kirchen (gehen auf das Patriarchat Antiochien zurück, daher antiochenischer Ritus):
- Syrisch-Orthodoxe Kirche von Antiochien
- Syrisch-katholische Kirche

Ostsyrische Kirchen (gehen auf das Katholikat Seleukia-Ktesiphon zurück, daher ostsyrischer Ritus):
- Assyrische Kirche des Ostens
- Chaldäisch-katholische Kirche

Aber auch missionierte evangelische und protestantische Assyrer/Aramäer wurden Opfer dieser Verbrechen gegen die Menschlichkeit.
Gemeinsam war diesen Gemeinschaften die syrische Kultsprache, während sie im Alltag heute als „neoaramäisch“ bezeichnete Dialekte dieser Sprache, Arabisch oder Kurdisch sprachen. Gleichfalls betroffen waren die Gemeinden, die sich durch die Tätigkeit protestantischer Missionare unter diesen Gemeinschaften gebildet hatten, was insbesondere im Raum Urmia der Fall war. In der Gegenwart sind für diese Gruppen die Bezeichnungen Assyrer bzw. Aramäer, auch über die Konfessionsgrenzen hinweg in Gebrauch, wobei die Benennung in den Gruppen, besonders bei den Syrisch-Orthodoxen als größter Gruppe, umstritten ist. Ihre heutige Eigenbezeichnung lautet Suryoye (Syrer), während sie im Deutschen meist als syrische Christen bezeichnet werden.
Diese Volksgruppen waren religiös und ethnisch heterogen, ohne einheitliche kulturelle und nationale Identität. Die von der osmanischen Verwaltung geförderte religiöse Vielfalt und Konkurrenz unter den orientalischen Kirchen verhinderte einen Erfolg panassyrischer Bestrebungen.
Schon bei den Massakern an den Armeniern 1894–1896 waren auch andere christliche Bewohner im Osten des Reiches betroffen. Bei antichristlichen Pogromen in Diyarbakır und Urfa starben bis zu 55.000 Aramäer/Assyrer, etwa 100.000 wurden gezwungen, zum Islam überzutreten.

## Verlauf

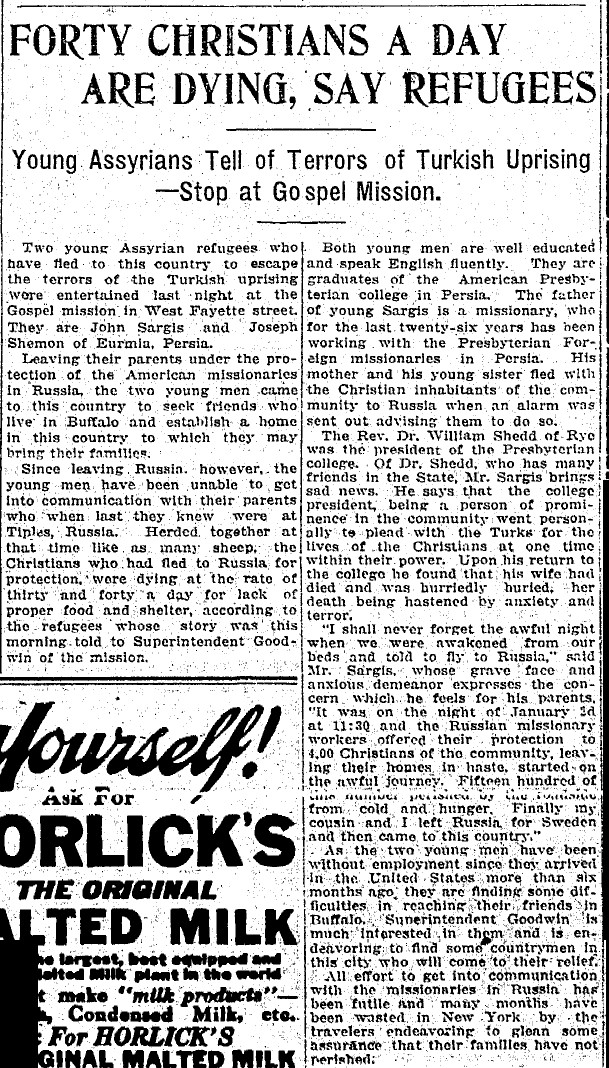
Historische Schlagzeilen aus dem Jahre 1915

Schon am 26. Oktober 1914 ordnete Innenminister Talât Bey, besorgt wegen russischer Avancen an die orientalischen Christen, die Deportation der Nestorianer aus Hakkâri in die osmanischen Westprovinzen an, wo sie unter Moslems verteilt werden sollten. Bereits drei Tage später wurde mit der Begründung, dass die erforderlichen Truppen fehlten, die Deportation verschoben und kurz danach, nach Intervention des Patriarchen, ganz abgesagt.
Die verheerende osmanische Niederlage an der Kaukasusfront gegen Russland in der Schlacht von Sarıkamış um die Jahreswende löste letztlich ein Vorgehen der osmanischen Regierung gegen die Armenier aus, da diese als Verbündete und Unterstützer des christlich-orthodoxen Zarenreiches betrachtet wurden. Im Gefolge dieser als Völkermord an den Armeniern bekannt gewordenen Vorgänge kam es zur Verfolgung auch der syrischen Christen. Anders als im Fall der Armenier dürften die Massaker an den syrisch-orthodoxen Christen nicht Teil einer zentralen Regierungspolitik gewesen sein, sondern sind von den Gouverneuren der Provinzen Van und Diyarbakır provoziert oder unterstützt worden. Letzterer wurde vom Innenminister Talât Bey sogar angewiesen, diese nicht wie die Armenier zu behandeln – eine Anweisung, die jedoch folgenlos blieb.

### Urmia
Der Gouverneur von Van führte nach der Schlacht bei Sarıkamış mit kurdischen Stammeskriegern eine Invasion im benachbarten Iran durch. Das dortige Gebiet war zuvor von russischen Truppen besetzt gewesen, doch hatten die Russen ihre Einheiten wegen der Schlacht bei Sarıkamış weitgehend abgezogen. Im Gebiet von Urmia lebte eine größere Zahl Christen, die hauptsächlich dem in Hakkâri residierenden nestorianischen Patriarchen Mar Benyamin Shimun unterstanden. Aus diesen Nestorianern hatten die Russen während der Besatzung Hilfstruppen rekrutiert. Beim Vorstoß der osmanischen Armee nach Urmia wurden 1915 zehntausende dieser Christen vertrieben oder getötet. Dabei kamen rund 47.000 Christen, Heinsohn bezeichnet sie als Assyro-Chaldäer, um.

### Hakkâri
Hakkâri gehörte zur Provinz Van. Das Verhältnis zwischen dem Gouverneur und dem nestorianischen Patriarchen verschlechterte sich infolge des Misstrauens und der Feindseligkeiten des Gouverneurs und als ungerechtfertigt empfundener Requirierungen zusehends, bis im Juni 1915 der Patriarch dem Osmanischen Reich den Krieg erklärte. Der Patriarch war das Oberhaupt der sogenannten Bergnestorianer, die eine ihren kurdischen Nachbarn ähnlich soziale Stammesstruktur und Lebensweise aufwiesen. Bereits im September musste der Patriarch mit seinem Volk nach Persien fliehen. Dort wurde er im März 1918 in einem Hinterhalt des Kurdenführers Simko Schikak ermordet. Sein Nachfolger führte die ca. 60.000 Überlebenden nach Baquba im Irak, von wo sie die Briten im Norden ihres Mandatsgebiets Mesopotamien ansiedelten. Sie rekrutierten aus ihnen wieder Hilfstruppen. Nach der Unabhängigkeit fiel ein großer Teil dieser nun so genannten Assyrer erneuten Massakern zum Opfer. Ein Teil der Überlebenden ging nach Syrien, wo sie, nunmehr auch als Chabur-Assyrer bezeichnet, 36 Dörfer am Chabur gründeten.

### Diyarbakır
In der Provinz Diyarbakır lag der Tur Abdin, ein Hauptsiedlungsgebiet der westsyrischen Christen, der Anhänger der Syrisch-Orthodoxen Kirche, deren Patriarch in Mardin residierte. Auch dort war die soziale Struktur und Lebensweise denen der benachbarten Kurden vergleichbar. Bis ins 19. Jahrhundert waren die dortigen tribal organisierten Christen nahezu unabhängig und zahlten dem osmanischen Staat keine Steuern. Sie waren aber fortwährenden Angriffen der kurdischen Emire von Cizre ausgesetzt, die sie zu unterwerfen suchten. Kirchlich waren die Christen in zahlreiche Patriarchate und Gegenpatriarchate gespalten; die Errichtung eines einzigen von der osmanischen Regierung anerkannten Patriarchats markiert den Beginn der staatlichen Kontrolle über das Gebiet. Geduldet und aufgestachelt durch den Gouverneur kam es zu Übergriffen, Plünderungen und Vertreibungen durch kurdische Milizen, zum Brechen des Widerstandes wurde auch die reguläre Armee eingesetzt.

### Andere Gruppen, Opferzahlen
Weniger betroffen war die Gruppe der Angehörigen der Chaldäisch-katholischen Kirche. Der Sitz ihres Patriarchen und ihr Hauptsiedlungsgebiet lag in der Provinz Mosul. Verlässliche Opferzahlen existieren nicht. Die Angaben zu den assyrisch-aramäischen Opfern schwanken ähnlich wie beim Armenier-Genozid stark und reichen von 100.000 bis 250.000. Darüber hinausgehende Opferzahlen beruhen auf der unreflektierten Übernahme von Angaben der Delegationen der betroffenen Volksgruppen bei den Pariser Friedensverhandlungen.
Die meisten Schätzungen aus den Jahren vor dem Ersten Weltkrieg sprechen von einer Gesamtbevölkerung syrischer Christen von 500.000 bis 600.000. Die Opferzahl unter assyrischen/aramäischen syrisch-orthodoxen Christen in Syrien wird für den Gesamtzeitraum von 1914 bis 1918 auf 90.000 geschätzt, allein in Midyat wurden über 25.000 Assyrer/Aramäer ermordet.
Viele der Opfer starben wie die Armenier bei Todesmärschen in die Syrische Wüste an Durst, Hunger, Erschöpfung oder Misshandlungen.
Einige Christen konnten mithilfe ausländischer Missionare oder ihrer türkischen oder kurdischen Freunde und Nachbarn gerettet werden.

## Rezeption
Der Völkermord an den Aramäern und Chaldäern ist einer der am wenigsten bekannten der modernen Geschichte. Die Heterogenität der betroffenen Volksgruppen in wirtschaftlich unbedeutendem Grenzland führte zu einer Vielzahl an lokalen Erfahrungen und selektiven Erinnerungen. Das Gesamtgeschehen des Völkermords zersplitterte so in einzelne, regionale Narrative im Schatten des weit größeren Genozids an den Armeniern. Überlebende berichteten oft nur von lokalen Konflikten mit Nomaden oder muslimischen Fanatikern. Die Gründe und Zusammenhänge für Vertreibung und Massaker blieben in dieser lokalen Dimension verborgen.
Die türkische Regierung leugnet den Völkermord, wie im Falle der Armenier. Eine internationale Anerkennung des Geschehens, vergleichbar mit dem Genozid an den Armeniern, gibt es bislang nicht. Das liegt an mehreren Faktoren: an der geringeren Zahl und dem eher kleinen Einfluss der Gemeinschaft in der Welt, am Fehlen eines eigenen Staates, an der Repression in Irak, Iran, Syrien und der Türkei, aber auch an fehlenden Quellen über die Geschehnisse, die sonst fast durchwegs türkischen oder armenischen Ursprungs sind.

## Denkmale

Paris
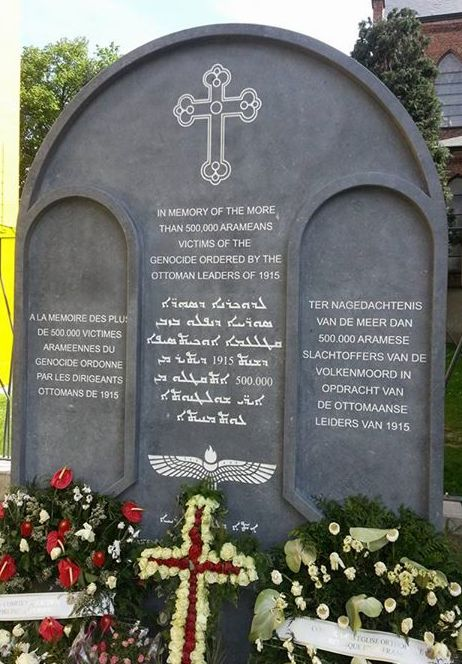
Brüssel
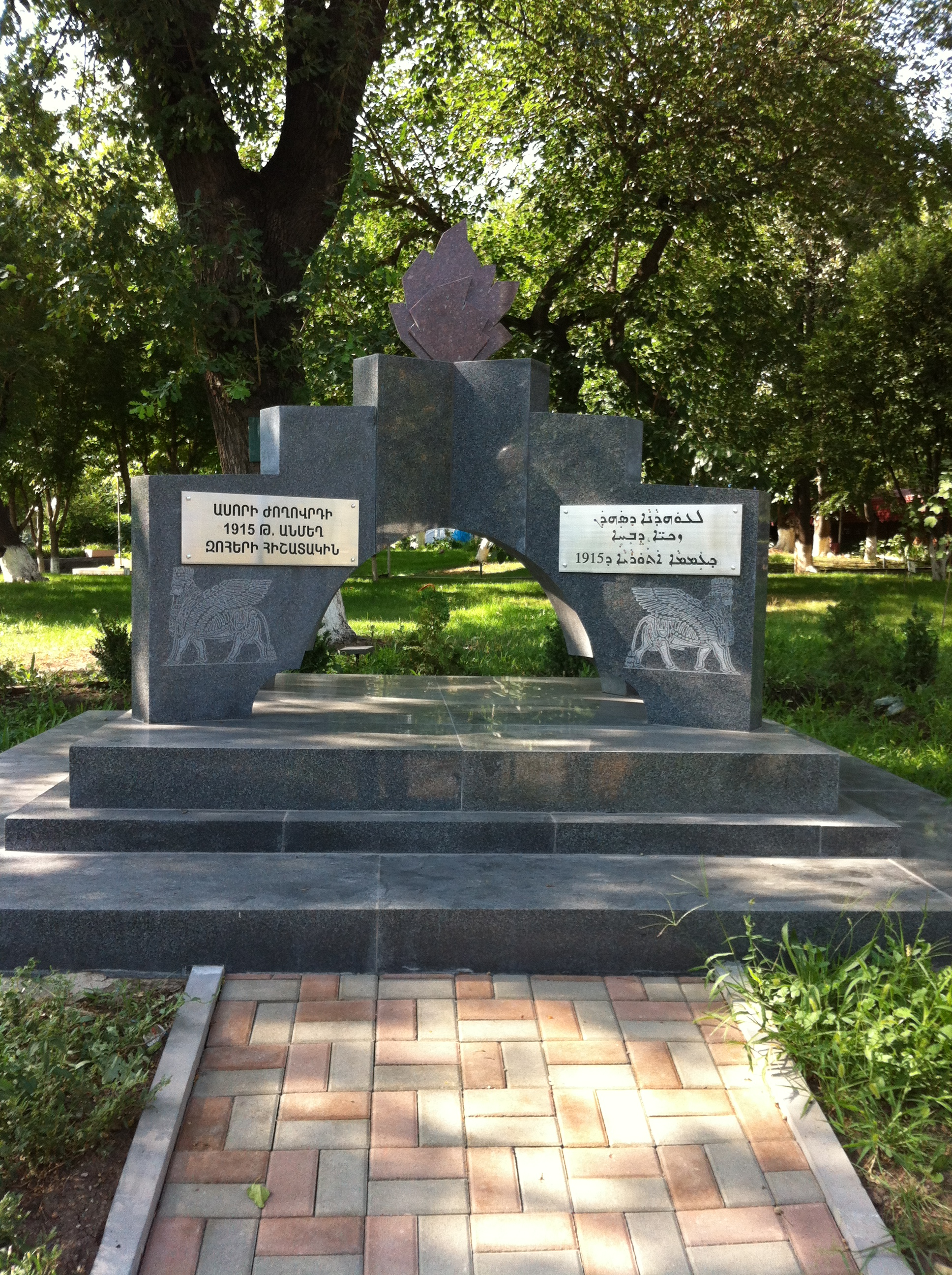
Jerewan
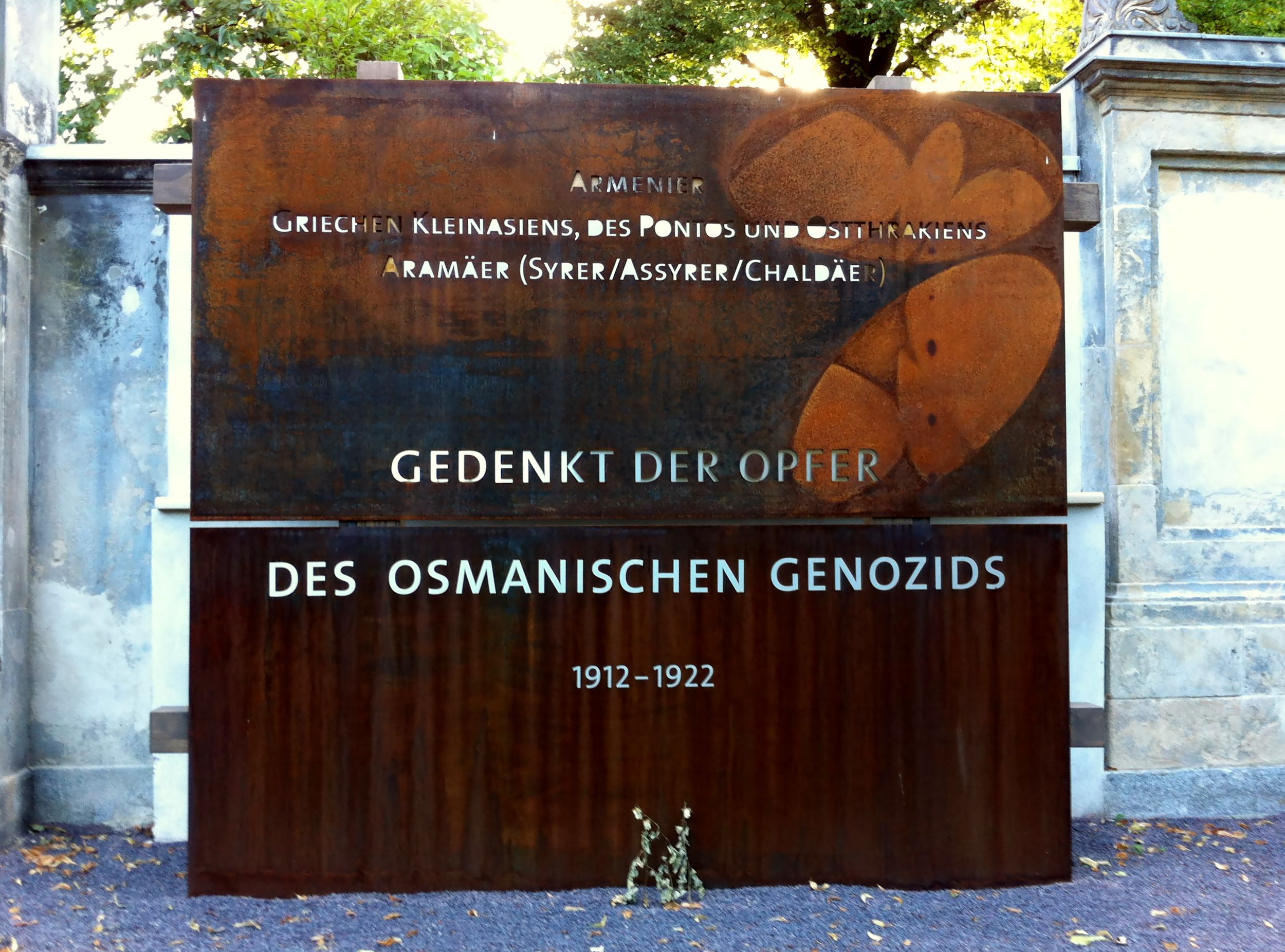
Luisenfriedhof III in Berlin
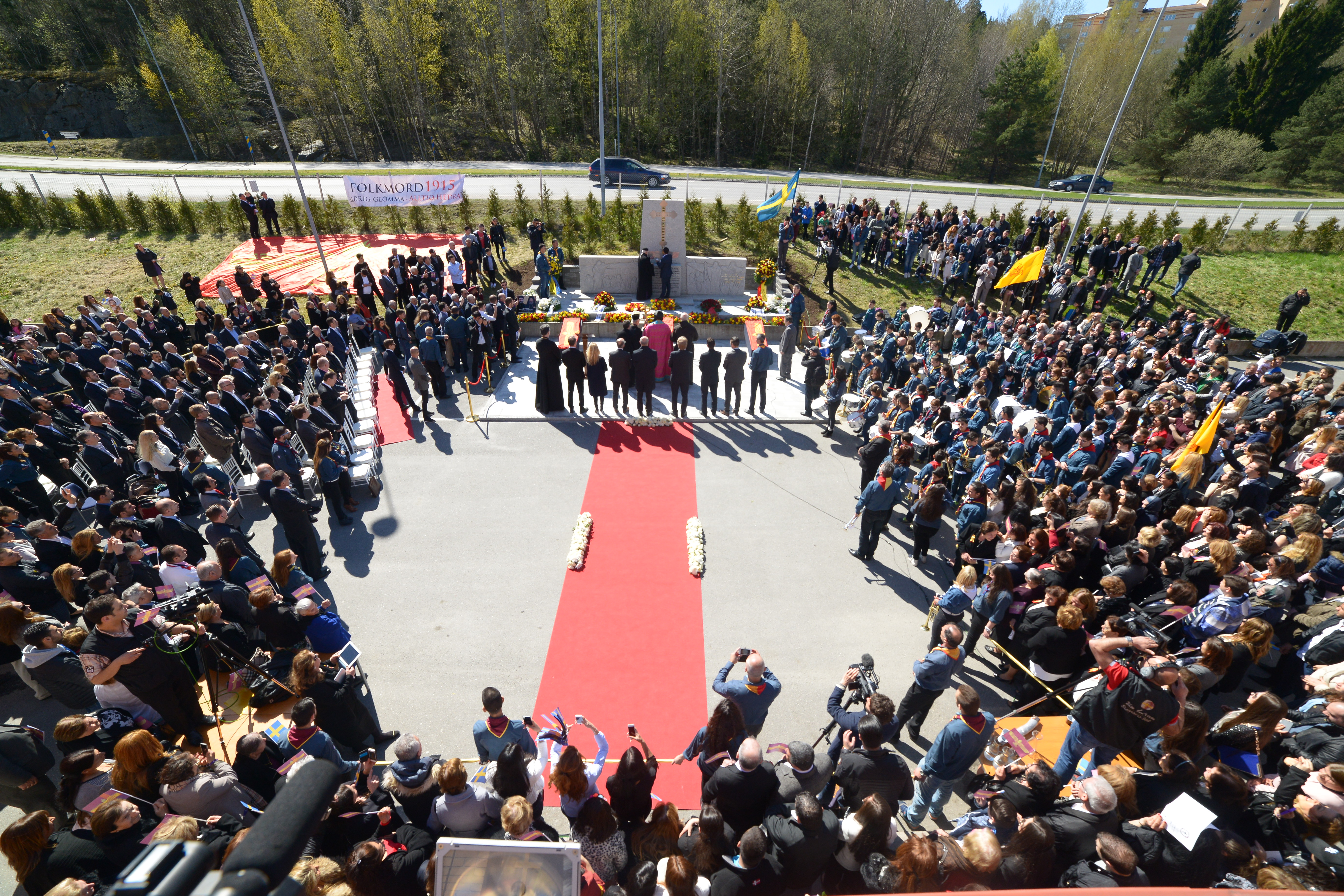
Stockholm
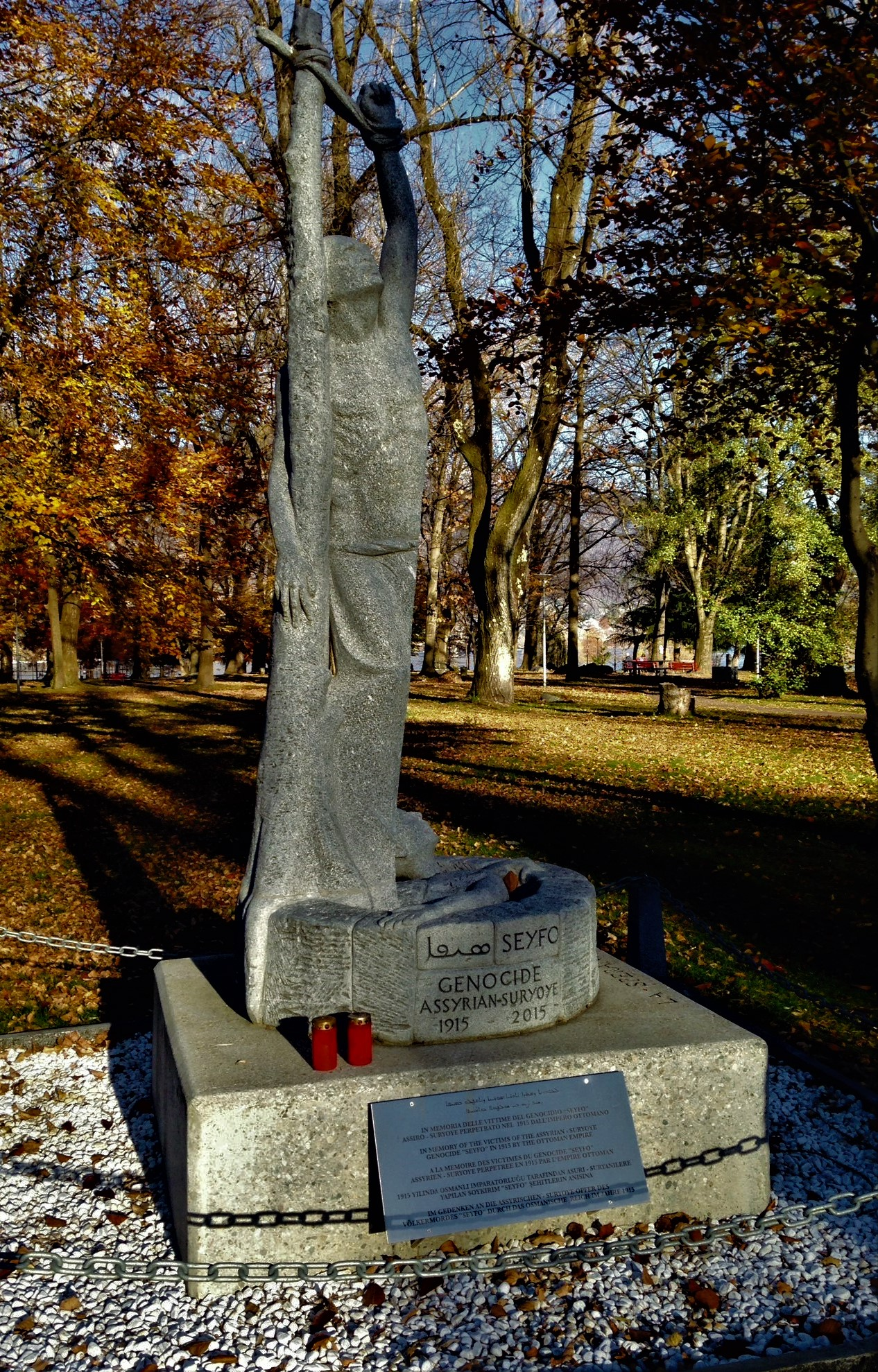
Locarno
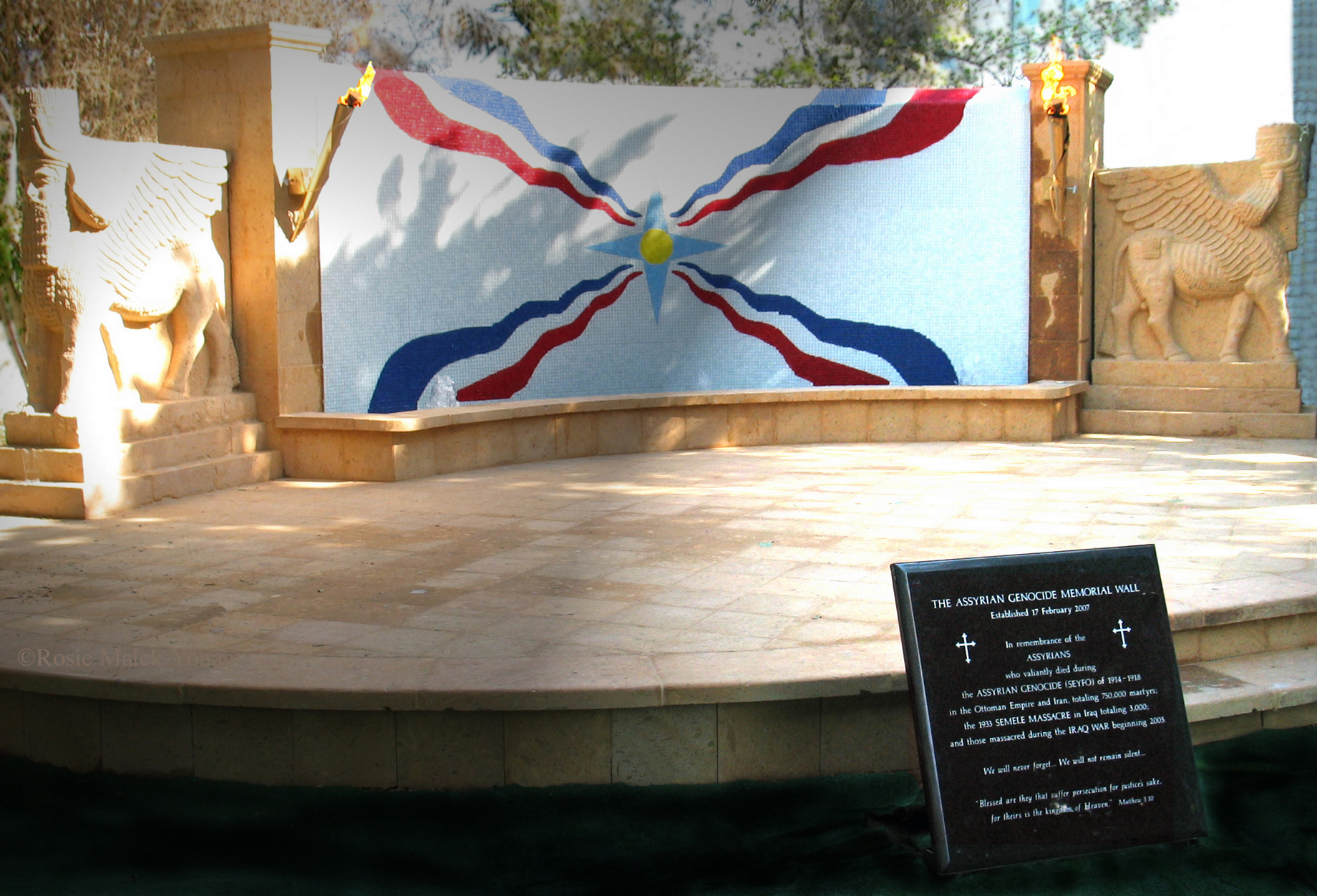
Tarzana (Stadtteil von Los Angeles)
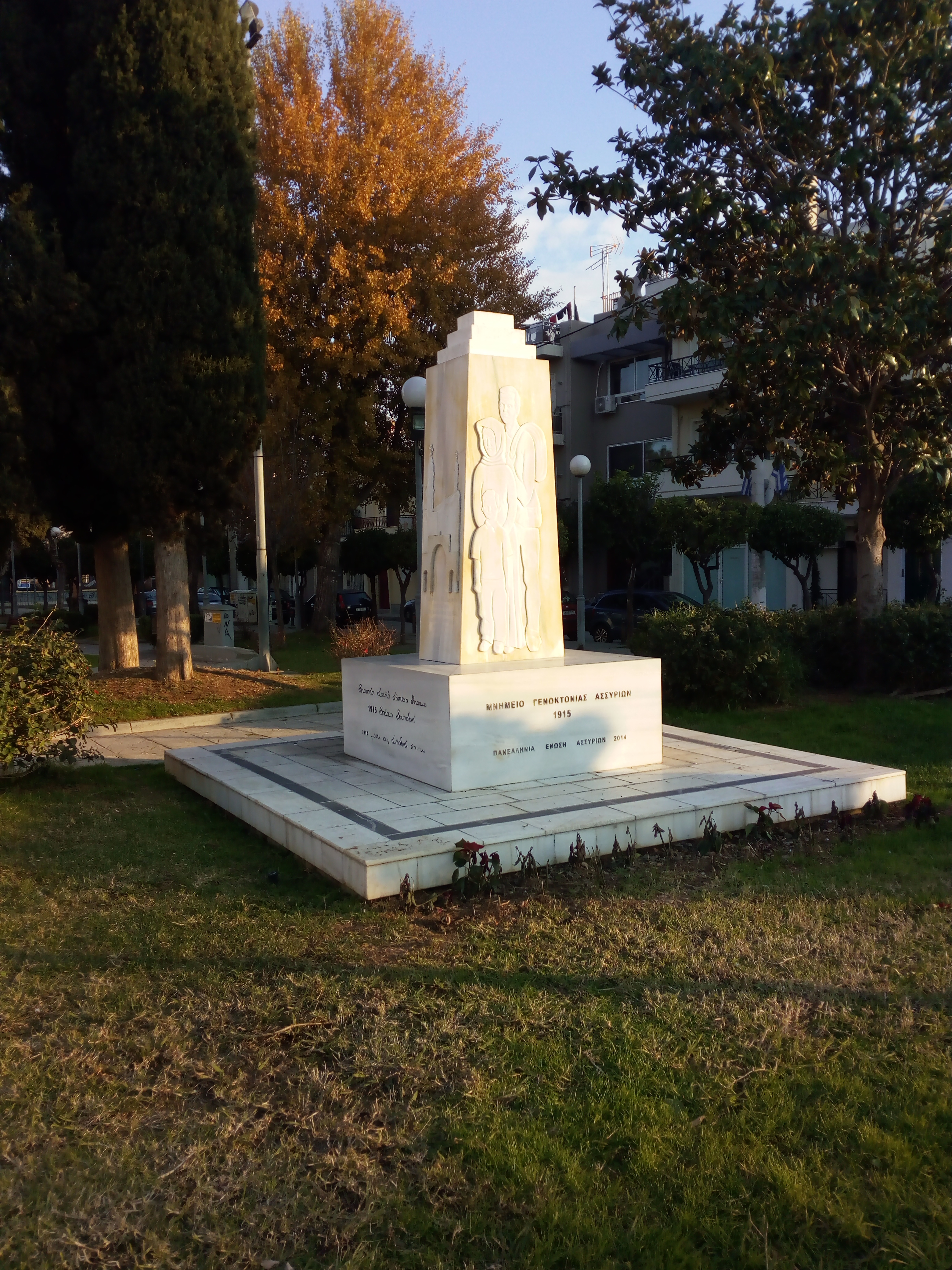
Athen
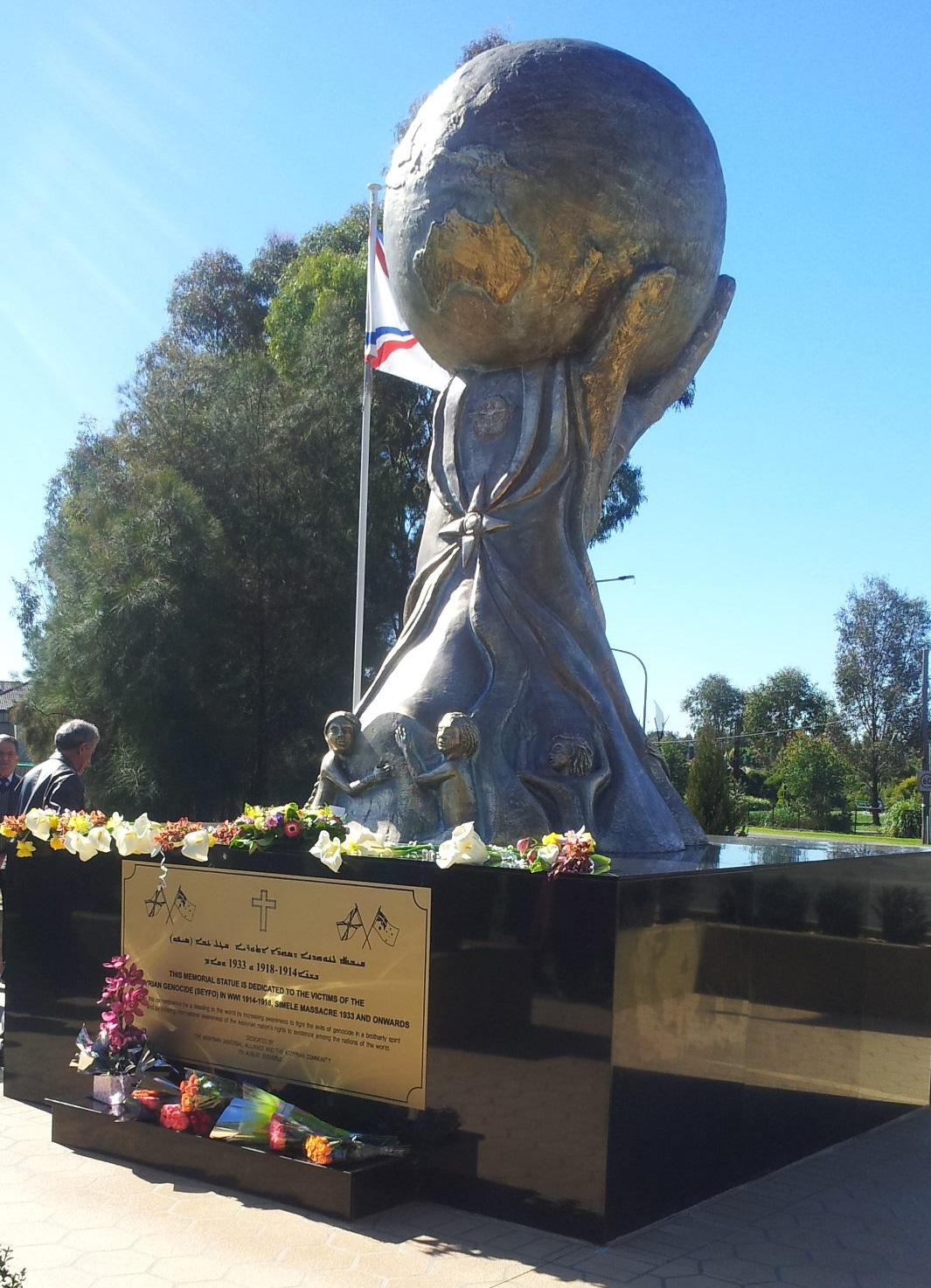
Fairfield[22] (Sydney)